# Agrodiaetus hopfferi
Agrodiaetus hopfferi är en fjärilsart som beskrevs av Herrich-Schäffer 1851. Agrodiaetus hopfferi ingår i släktet Agrodiaetus och familjen juvelvingar. Inga underarter finns listade i Catalogue of Life.